# 종1품
종1품은 정1품 다음으로 높은 품계이며, 품계 서열은 2위이다. 동반은 문관에 해당하며, 서반은 무관에 해당한다. 오늘날의 부총리~장관급에 해당한다.

## 고려

### 관직
중서문하성(中書門下省)의 중서령(中書令)과 문하시중(門下侍中), 상서성(尙書省)의 상서령, 동궁관(東宮官)의 태자태사(太子大師) · 태자태부(太子大傅) · 태자태보(太子大保) 등.

## 조선

### 품계명
- 문관 : 상계 숭록대부(崇祿大夫), 하계 숭정대부(崇政大夫)
- 종친 : 상계 소덕대부(昭德大夫), 하계 가덕대부(嘉德大夫)
- 의빈 : 광덕대부(光德大夫), 하계 숭덕대부(崇德大夫)

종1품 문무관 처는 정경부인(貞敬夫人), 종친 처는 부부인이나 군부인이라 하였다.

### 관직
- 의정부: 좌찬성, 우찬성
- 제조: 제언사, 비변사, 준천사, 선혜청, 봉상시, 주교사, 승문원, 군기시, 경모궁, 문소전, 종묘서, 사직서
- 판사: 중추부, 돈녕부, 의금부
- 세자시강원: 이사
- 종친부: 군, 지종정경

### 예시
허준의 경우는 의관 출신으로 가장 높은 숭록대부(종1품)의 직위를 받은바 있으며, 일반적으로 어의를 칭하는 품계는 내의원중 정3품 당상 이상을 말한다.